# Gamy molowe
Gamy molowe – skale molowe rozpoczynające się od określonych dźwięków (w dowolnej oktawie), od których przybierają swe nazwy:
- molowe gamy bez krzyżyków i bemoli – a-moll;

- molowe gamy z krzyżykami - rozpoczynają się od V stopnia gamy, która ma o jeden krzyżyk (podwyższenie) mniej;

- molowe gamy z bemolami - rozpoczynają się od IV stopnia gamy, która ma o jeden bemol (obniżenie) mniej.

Odmiany gam molowych:
- eolska (naturalna)
- harmoniczna
- dorycka
- melodyczna

Naturalne gamy molowe z krzyżykami to: e-moll, h-moll, fis-moll, cis-moll, gis-moll, dis-moll, ais-moll.

Naturalne gamy molowe z bemolami to: d-moll, g-moll, c-moll, f-moll, b-moll, es-moll, as-moll.